# Jelena Kotjubej

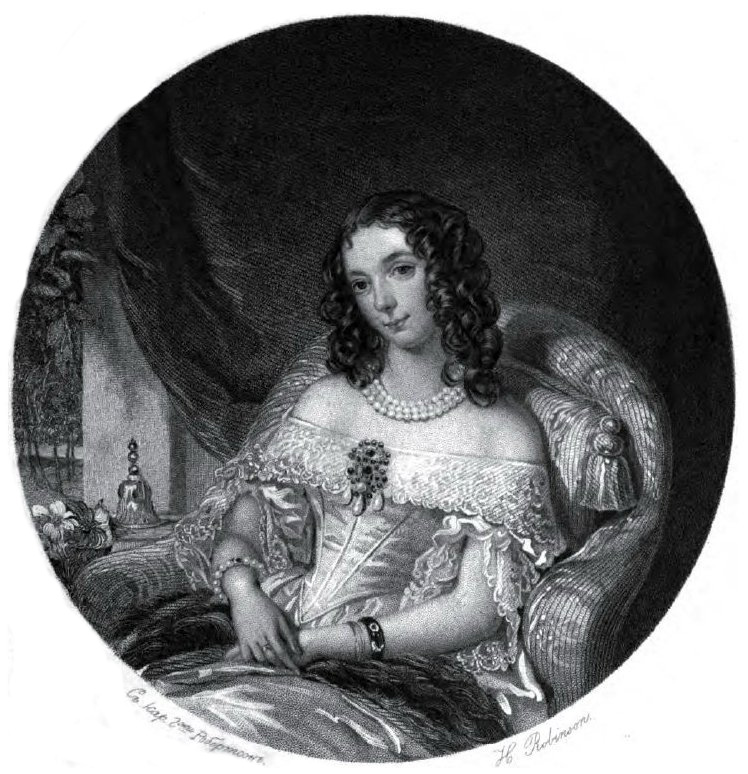
Jelena Belosel'skij-Belozerskij

Jelena Kotjubej (ryska: Елена Кочубей), född Jelena Pavlovna Bibikova (ryska: Елена Павловна Бибикова) 1812, död 1888, var en rysk hovfunktionär. Hon var överhovmästarinna till Rysslands kejsarinna Maria Fjodorovna 1881–1888. 

## Biografi
Jelena Kotjubej var dotter till Pavel Gavrilovitj Bibikov (1784–1812) och Elizaveta Andrejevna Bibikova och styvdotter till Alexander von Benckendorff. Hon gifte sig första gången med furst Ėsper Aleksandrovič Belosel'skij-Belozerskij, och andra gången 1847 med furst Vasilij Viktorovitj Kotjubej (1812–1850). 
Jelena Kotjubej hade en framgångsrik karriär vid hovet, där hon var hovdam innan hon befordrades till överhovmästarinna efter Julia Kurakina. Hon beskrivs som en ledande medlem av societetens sällskapsliv, som beslöt vad som var acceptabelt i societeten och inte. Hon fick 1876 Sankta Katarinas orden.
Jelena Kotjubej beskrivs som en effektiv hovdam som kunde hela den ryska adelskalendern utantill och strikt upprätthöll alla hovetikettens traditioner. Hon efterträddes av Anna Stroganova.